# Royse City
Royse City is een plaats (city) in de Amerikaanse staat Texas, en valt bestuurlijk gezien onder Collin County en Rockwall County.

## Demografie
Bij de volkstelling in 2000 werd het aantal inwoners vastgesteld op 2957.
In 2006 is het aantal inwoners door het United States Census Bureau geschat op 7129, een stijging van 4172 (141,1%).

## Geografie
Volgens het United States Census Bureau beslaat de plaats een oppervlakte van
26,4 km², geheel bestaande uit land. Royse City ligt op ongeveer 157 m boven zeeniveau.

## Plaatsen in de nabije omgeving
De onderstaande figuur toont nabijgelegen plaatsen in een straal van 12 km rond Royse City.